# Murom
Murom (russisch Му́ром) ist eine russische Stadt mit 116.075 Einwohnern (Stand 14. Oktober 2010) in der Oblast Wladimir, 290 km östlich von Moskau an der Eisenbahnstrecke Moskau – Kasan.

## Geschichte

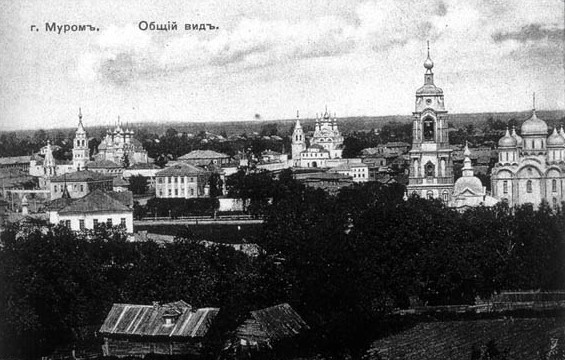
Murom Anfang des 20. Jahrhunderts

Die Stadt wurde 862 das erste Mal urkundlich erwähnt und hat ihren Namen vom finno-ugrischen Stamm der Muroma, der die Gegend des heutigen Murom noch im 6. Jahrhundert besiedelte. Ab dem 10. Jahrhundert wurde der Ort Teil der Kiewer Rus und entwickelte sich dank seiner Lage an der Oka rasch zu einem wichtigen Handelsplatz. Zu dieser Zeit wurde dort am Oka-Ufer ein Kreml errichtet, eine von hölzernen Mauern mit insgesamt elf Türmen umgebene Festung, die noch bis Ende des 18. Jahrhunderts dort stand und dann auf Anweisung Katharina der Großen abgebaut wurde.
Im Jahre 1097 löste sich ein eigenständiges Fürstentum Murom-Rjasan aus dem Fürstentum Tschernigow heraus. 1239 erschienen im Zuge der mongolischen Invasion der Rus die Truppen der Goldenen Horde unter Batu Khan vor den Stadttoren. Infolgedessen wurde Murom verwüstet und niedergebrannt.

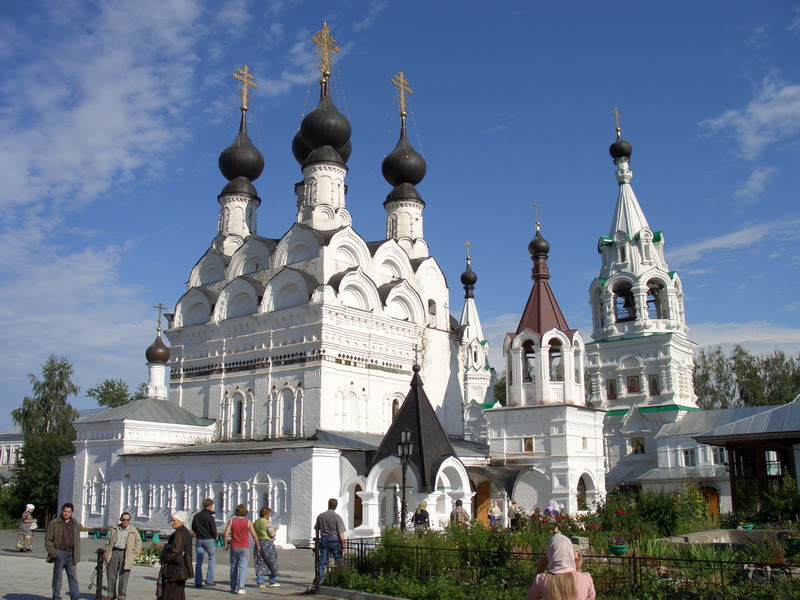
Kathedrale des Dreifaltigkeitsklosters in Murom

1393 wurde Murom dem Großfürstentum Moskau einverleibt, nachdem der Großfürst Wassili I. Dmitrijewitsch die Herrschaft über das Fürstentum Murom von den Machthabern der Goldenen Horde zugesprochen bekam. Unter dem Zaren Iwan dem Schrecklichen entstanden hier mehrere Kirchen, die heute noch besichtigt werden können, darunter die Verkündigungskathedrale aus dem Jahr 1553, die Iwan in Andenken an den Sieg seiner Armee über das Khanat Kasan von Moskauer Baumeistern errichten ließ. Aus der gleichen Zeit stammt auch die Cosmas-und-Damian-Kathedrale, die von Pskower Baumeistern erbaut wurde.
Anfang des 17. Jahrhunderts wurde Murom, wie viele andere Städte rund um Wladimir, bei einem polnisch-litauischen Angriff stark verwüstet. Erst Mitte des Jahrhunderts konnte sich die Stadt davon erholen und beschädigte Bauwerke wieder herrichten. Es entstanden einige weitere Klöster sowie mehrere Industriebetriebe, darunter Metallverarbeitungs- und Lederfabriken sowie eine Waffenmanufaktur, deren Meister sich im Laufe der Jahre einen herausragenden Ruf im Russischen Zarenreich erarbeiten konnten. Einige speziell für Zaren angefertigte Erzeugnisse der Muromer Waffenmanufaktur sind bis heute in der Rüstkammer des Moskauer Kremls ausgestellt. Gleichzeitig entwickelte sich Murom dank seiner Verbindung zur Wolga erneut zu einem Handelszentrum. Bei Vermessungen im späten 18. Jahrhundert zählte man in Murom insgesamt 552 Gebäude, 18 steinerne und 16 hölzerne Kirchen bei rund 2750 Einwohnern.
Ende des 18. Jahrhunderts ließ Katharina die Große für Murom, das 1778 im Zuge der Gebietsreform Stadtrechte erhielt, einen Generalbauplan erarbeiten, der die Errichtung von Gebäuden im klassizistischen Stil vorsah. Einige dieser Vorhaben wurden in den nachfolgenden Jahrzehnten auch realisiert und gehören bis heute – neben den mittelalterlichen Kirchenbauten – zu den bekanntesten Bauwerken der Stadt, darunter ein Wasserturm und das Gebäude der Handelsreihen.
1912 erlebte Murom erneut einen Aufschwung mit der Eröffnung der Eisenbahnverbindung von Moskau nach Nischni Nowgorod. Murom erhielt an dieser Strecke einen Bahnhof mit einem Empfangsgebäude, das stilistisch an den nicht erhaltenen Muromer Kreml anknüpft. Entworfen wurde das Bahnhofsgebäude vom Architekten Alexei Schtschussew, der auch einige andere bekannte Bahnhöfe in Russland (darunter den Kasaner Bahnhof in Moskau) konzipierte.
Da Murom von den Zerstörungen im Zweiten Weltkrieg verschont geblieben ist, gehört es heute zu den am besten erhaltenen altrussischen Städten. Auch in der zweiten Hälfte des 20. Jahrhunderts entwickelte sich die Stadt architektonisch weiter; zu den bekanntesten Bauwerken dieser Zeit gehört das Stadttheatergebäude aus dem Jahre 1962, das an die altrussische Architektur angelehnt wurde und daher das historische Ensemble der Muromer Altstadt gut ergänzt.

## Bevölkerungsentwicklung
| Jahr | Einwohner |
| ---- | --------- |
| 1897 | 13.271    |
| 1939 | 40.079    |
| 1959 | 71.567    |
| 1970 | 98.839    |
| 1979 | 114.270   |
| 1989 | 124.229   |
| 2002 | 126.901   |
| 2010 | 116.075   |

Anmerkung: Volkszählungsdaten

## Wirtschaft und Verkehr

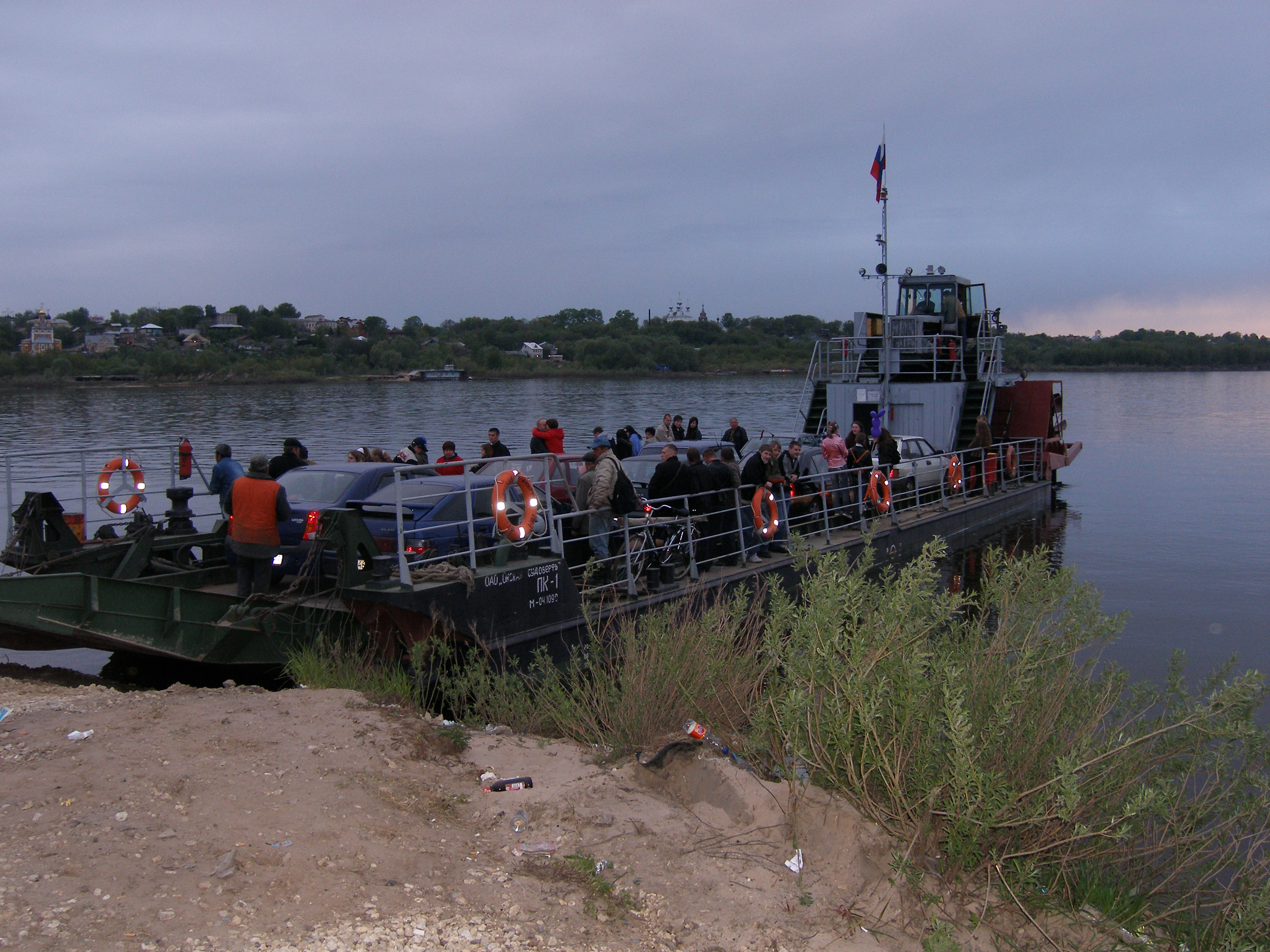
Oka-Fähre in Murom

Heute besitzt Murom einen Binnenhafen und einen Eisenbahnknotenpunkt, die wichtigsten Industriezweige sind Maschinenbau, Holz- und Textilindustrie.
Die Wirtschaft von Murom wird begünstigt durch die Nähe zu Moskau. Als wichtigste Wirtschaftszweige sind zu nennen: Maschinenbau, Radiotechnik, Lebensmittelproduktion und Holzverarbeitung, aber auch die Textilindustrie im Bereich der Weberei. Zurzeit gibt es über 20 bedeutende privatisierte Unternehmen der vorgenannten Wirtschaftszweige. Im Agrar-Sektor beschäftigt man sich vornehmlich mit der Vieh- und Pflanzenzucht. Die produzierten Güter werden auch in Europa und dem Rest der Welt verkauft.
Die Stadt hat gute Anbindung an die wichtigsten Straßen und Eisenbahnstrecken der Umgebung. Die Stadt ist sehr gut mit der Eisenbahn, dem Bus oder dem Auto von Moskau aus zu erreichen. Nationale und internationale Flüge werden über die Flughäfen in Moskau abgewickelt. Anbindung über Wasserwege hat die Stadt über den Fluss Oka, einen Nebenfluss der Wolga.

## Sehenswertes in Murom
- Cosmas-und-Damian-Kirche (16. Jahrhundert)
- Verkündigungskathedrale (1553)
- Dreifaltigkeitskloster (17. Jahrhundert)
- Auferstehungskloster (1650er-Jahre)
- Himmelfahrtskirche (1729)
- Klassizistische Gebäude aus dem 18.–19. Jahrhundert, darunter der Wasserturm und das Handelshaus
- Denkmal des Bogatyrs Ilja Muromez, der in der Nähe von Murom geboren worden sein soll
- Sworykin-Haus (1840), heute Heimatmuseum
- Bahnhofsgebäude (1912)
- Gemäldegalerie (1919)

## Bildung und Kultur
Murom verfügt über einen Kulturpalast, der zum 1100. Stadtjubiläum erbaut wurde, ein Haus der Volkskunst, drei Kulturhäuser, ein Kultur- und Geschichtsmuseum, drei Musikschulen, eine Jugendkunstschule sowie über mehrere Bibliotheken und Parks.
Neben den Primarschulen gibt es in Murom ein pädagogisches Kolleg, eine medizinische Lehranstalt, drei technische Berufsschulen, ein Radiotechnikum und zwei Jugendsportschulen.
Weiterführende Bildungseinrichtungen in Murom sind:
- Institut Murom der Staatlichen Universität Wladimir
- Filiale Murom der Psychologisch-Sozialwissenschaftlichen Fakultät Moskau

## Städtepartnerschaften
Murom unterhält Partnerschaften mit folgenden Städten:
- Most, Tschechien
- Babrujsk, Belarus

## Söhne und Töchter der Stadt
- Sergei Prokudin-Gorski (1863–1944), Pionier der Farbfotografie
- Anatoli Rjabinin (1874–1942), Geologe und Paläontologe
- Iwan Kulikow (1875–1941), Porträt- und Genremaler
- Dionizy (1876–1960), Metropolit der Polnisch-Orthodoxen Kirche
- Alexander Schljapnikow (1885–1937), Gewerkschafter und Politiker
- Vladimir Zworykin (1888–1982), russisch-amerikanischer Ingenieur, Physiker und Erfinder
- Kosso Eloul (1920–1995), israelisch-kanadischer Bildhauer
- Marija Arbatowa (* 1957), Schriftstellerin, Dramaturgin und Feministin
- Wiktor Lossew (* 1959), Fußballspieler und -trainer
- Sergei Schipow (* 1966), Schachmeister, Journalist und Autor
- Sergei Karawajew (* 1968), Boxer